# Universitat de Missouri

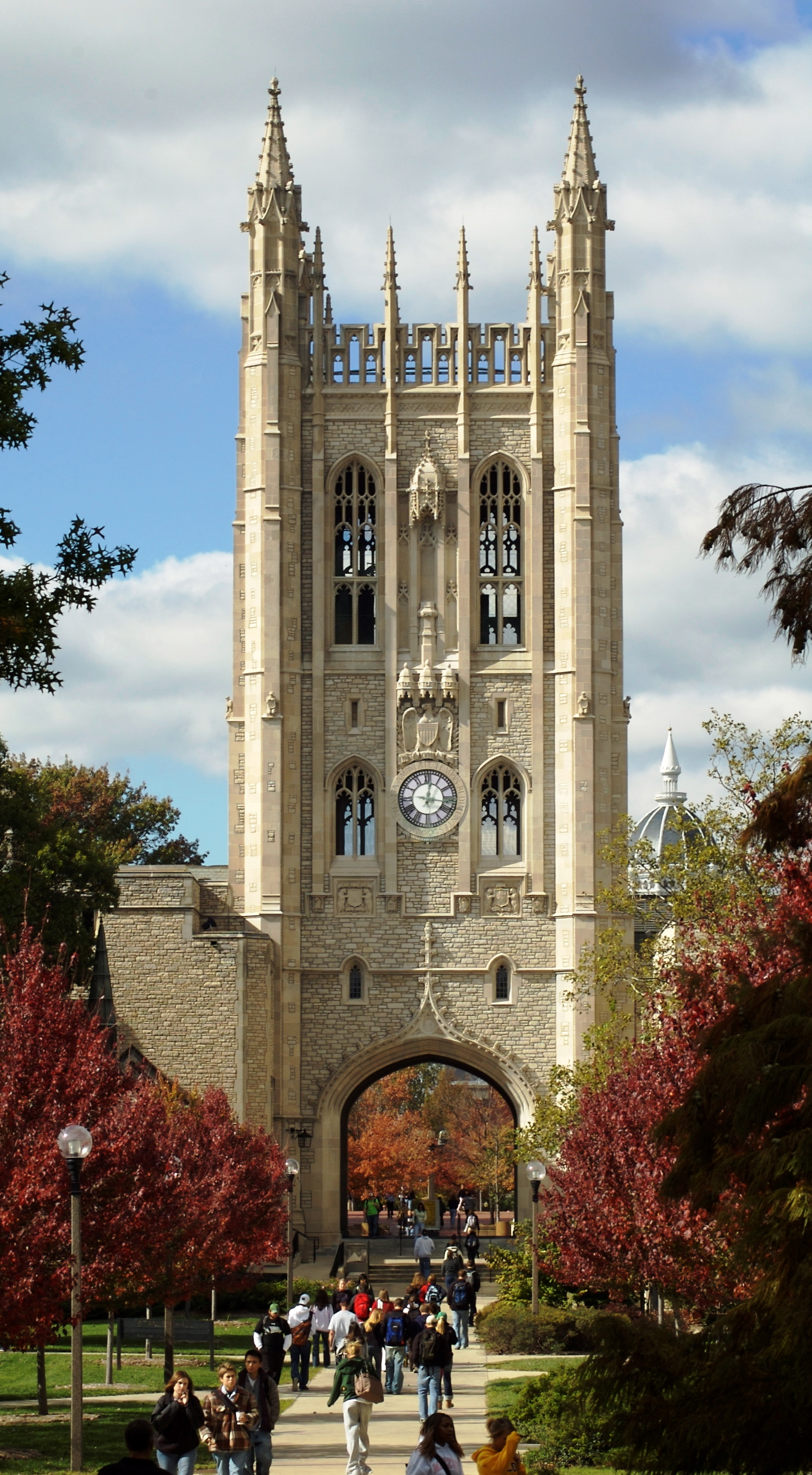
Torre del Memorial Union

La Universitat de Missouri , University of Missouri (també, Mizzou, MU, o University of Missouri–Columbia) és una universitat pública de recerca (public university, land-grant), ubicada a l'estat de Missouri, Estats Units. El 2015 tenia un pressupost de 2.100 milions de dolars. Va ser fundada l'any 1839 a Columbia com la primera institució pública d'alta educació a l'oest del Riu Mississippi. És la universitat més gran de Missouri amb 35,441 estudiantsque ofereix uns 300 programes de graduació en 19 colleges acadèmics l'any 2014–15. És el campus bandera del sistema universitari de Missouri i manté dos campus més a Rolla, Kansas City i St. Louis.
La MU és una de les sis universitats públiques que hostatja una escola de dret, una escola de medicina i una escola de veterinària en el mateix campus. El reactor (University of Missouri Research Reactor Center) és el reactor universitari més potent dels Estats Units amb 10 megawatts de potència de sortida.